# Ascomyzon rubrum
Ascomyzon rubrum är en kräftdjursart som beskrevs av Campbell 1929. Ascomyzon rubrum ingår i släktet Ascomyzon och familjen Asterocheridae. Inga underarter finns listade i Catalogue of Life.